# Naum Grubert
Naum Grubert (Riga, 1951) is een Nederlands pianist en hoofdvakdocent piano, oorspronkelijk uit de Sovjet-Unie.

## Biografie
Naum Grubert begon zijn piano-opleiding aan de Emil Darzin Muziekschool, de speciale muziekschool voor jong talent in Riga, waar hij studeerde bij Rita Kroner. Hij studeerde vervolgens bij Teodor Gutman aan de Gnessin Staatsacademie voor Muziek in Moskou. Hij is laureaat van het Montreal Internationaal Concours (1977) en het Internationaal Tsjaikovski-concours (1978). Via het agentschap Mosconcert heeft Naum Grubert als solist opgetreden binnen de Sovjet-Unie en andere Europese landen. In 1983 emigreerde hij van Rusland naar Nederland. 
Naum Grubert heeft opgetreden in Europa, Azië and Amerika. Hij heeft opgetreden met onder andere het London Symphony Orchestra, het BBC Symphony Orchestra, het Koninklijk Concertgebouw Orkest, de Kölner Philharmonie, het Tonkünstler Orchestra Vienna, het Orchestre de la Suisse Romande, het Helsinki Philharmonic, het Mariinsky Theaterorkest, het Radio Filharmonisch Orkest, het Rotterdams Orkest, het Residentie Orkest; met dirigenten zoals Paavo Berglund, Sergiu Commissiona, Jean Fournet, Horst Stein, Christopher Seaman, Vernon Handly, Matthias Bamert, Ernest Bour, Ed Spanjaard, Vassily Sinaiski, Thomas Sanderling, Valery Gergiev, Jaap van Zweden, Claus Peter Flor, Aldo Ceccato, Yevgeny Svetlanov, Stanisław Skrowaczewski.
Naum Grubert is hoofdvakdocent aan het Conservatorium van Amsterdam en was verbonden aan het Koninklijk Conservatorium in Den Haag.
Zijn broer is de violist Ilya Grubert.

## Discografie
- Celebrating Franck & Scriabin - NC22012 Navis Classics, 2022
- Beethoven - Sonatas Op. 10 No. 3 - Op. 57 ‘Appassionata' - Op. 110, NC20010 Navis Classics, 2020

- Chopin recital - NC17005 Navis Classics, 2017

- Beethoven - Sonatas Op. 111 - Op. 14 No. 2 - Op. 31 No. 2, NC14002 Navis Classics, 2014

- Schumann - Fantaisie Op. 17 - Études Symphoniques Op. 13, PCL0018 Piano Classics, 2011

- Schubert, Winterreise, Robert Holl & Naum Grubert, 99076, Vanguard Classics, 1995

- Mussorgsky, Pictures at an Exhibition - Rachmaninov, Elegy - Preludes - Etudes, EC3993-2, Emergo,1992

- Schubert - Sonata D960 in B-flat major / D784 in A minor, OTR C78926 Ottavo,1991

- Liszt - Funérailles - Hungarian Rhapsody No. 12 - Sonata in b minor, OTR C38611 Ottavo,1988